# ملقاط العضو الذكري

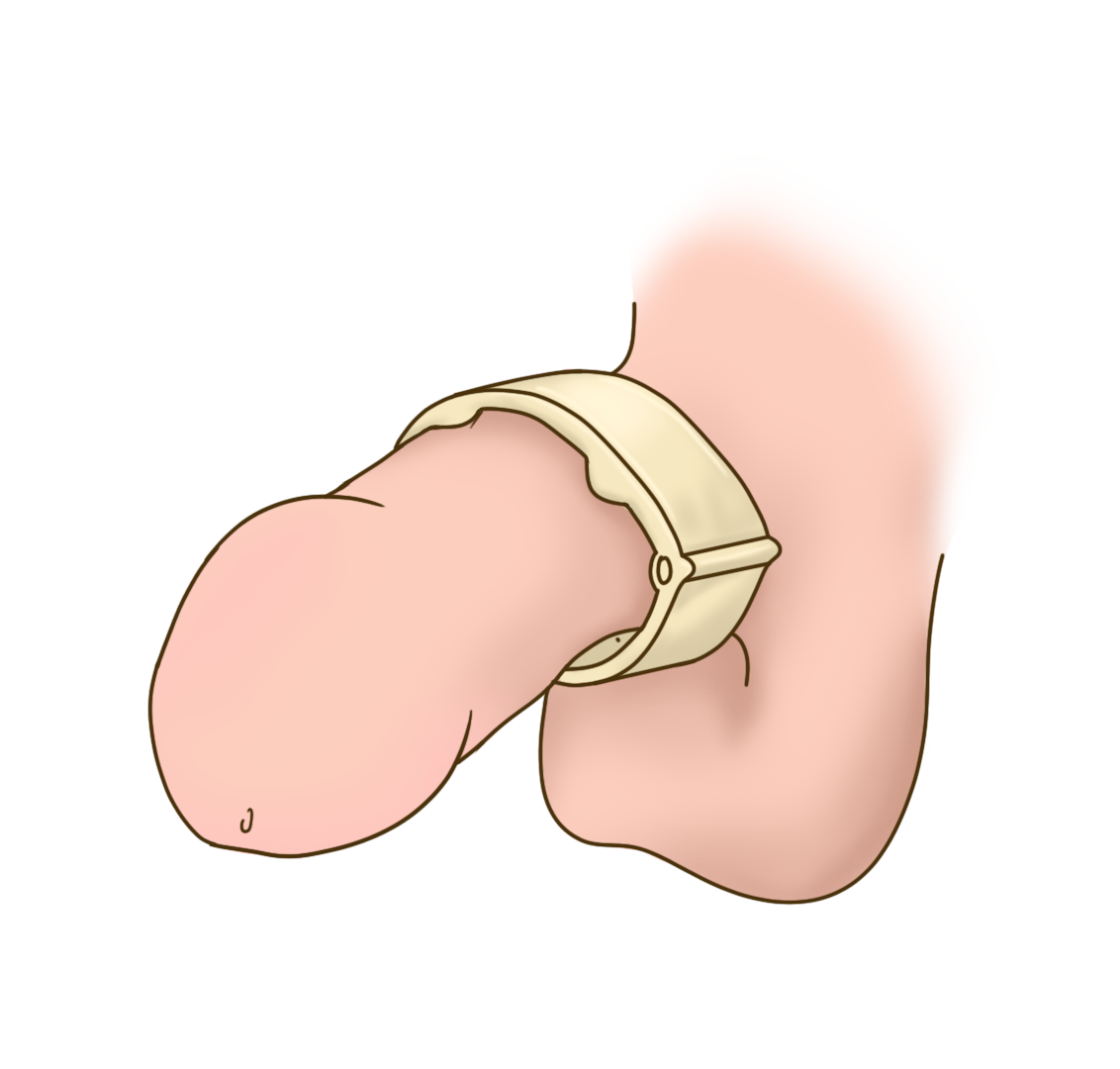
ملقاط القضيب

ملقاط القضيب هو عبارة عن أداة لقط أو كبس خارجية تستعمل على القضيب لعلاج السلس البولي. ملاقط السلس للرجال توضع للضغط على الإحليل (مجرى البول) للتعويض عن الخلل في العاصرة العضلية التي تغلق مجرى البول، مانعةً بذلك تسرب البول من المثانة، دون التأثير بشكل كبير على تدفق الدم في القضيب.

## المميزات
يتألف ملقاط القضيب من فكين بلاستيكيين متصلين يقبضان على القضيب من الأعلى والأسفل. يمكن فتح هذين الفكين عن بعضهما، أو اغلاقهما من قبل المريض عندما يريد التبول. يتصل الفكان من جهة، ويمكن افتكاكهما عن بعضهما من الجهة الأخرى. 
يلتف الملقاط حول القضيب بطبقة طرية مريحة من الداخل، ويمكن تنظيفه وتطهيره بسهولة. يمكن للمريض أيضاً تعديل قوة اللقط للأداة عند الحاجة لمنع تسرب البول اللاإرادي. 
الجزء القابل للفتح مصنوع بشكل يمكن فتحه باستخدم يد واحدة فقط. نتيجةً لهذا، يؤمن الجهاز تحكماً إصطناعياً بالبول.
تعود فكرة الملاقط التي تضغط الإحليل إلى عشرينيات القرن الماضي. أغلب هذه الأجهزة مصنوعة من الفولاذ والبلاستيك من الخارج، والسليكون أو المطاط من الداخل. يعد الملقاط حلاً غير مكلف لعلاج السلس البولي عند الرجال. 

## الإستعمالات
هناك عدة طرق لعلاج السلس البولي عند الرجال: الجراحة، أدوات تجميع البول، منتجات تمتص الرطوبة، قسطرة المبولة المتقطعة أو المزمنة، أو ملقاط القضيب.
عند الرجال الذين يعانون من السلس البولي بعد إستئصال البروستات، تعد العاصرة البولية الاصطناعية، أو الصارة البولية الاصطناعية، أفضل علاج حالياً. أما الملقاط فيعد حلاً غير مكلف لعلاج السلس البولي عندما لا تسمح حالة المريض بالخضوع للجراحة، أو عندما تشكل الكلفة مشكلة.

## الأخطار
ملاقط القضيب أظهرت نتائج جيدة في علاج السلس البولي عند الرجال، لكن استعمال هذه الأدوات بشكل مزمن قد يؤدي إلى مضاعفات، كالألم، تآكل الإحليل، انسداد الإحليل، أو الإستسقاء في القضيب. 
هناك أيضاً معلومات تدل على أن استعمال ملاقط القضيب قد تؤدي إلى خلل في تدفق الدم في القضيب، وتحفيز الإلتهاب، عبر رفع مستويات السيتوكينات المحرضة على الالتهابات. تعد هذه المضاعفات مؤقتة، وتزول في أغلب الأحيان خلال 40 دقيقة من إزالة  الملقاط. 
يوصي الأطباء عادةً بإزالة الملقاط بشكل منتظم كل 4 ساعات للسماح بتدفق الدم بشكل جيد. 